# Pyramidelloidea
Als Pyramidelloidea bezeichnet man eine basale Gruppe von Schnecken innerhalb der Heterobranchia.

## Merkmale
Die Pyramidelloidea besitzen einen ausstülpbaren Rüssel (eigentlich typisch für Streptoneura). Dieser ist mit stilettartigen Kiefern ausgestattet, die es den Tieren erlauben, Körpersäfte von Wirbeltieren auszusaugen oder Weichtiere an ungeschützten Stellen anzustechen.
Zum Nahrungsspektrum gehören auch Polychaeta, Schwämme und Seescheiden.

## Systematik
Nach Bouchet und Rocroi (2005) gehören zur Überfamilie Pyramidelloidea die beiden Familien Pyramidellidae Gray, 1840 und Amathinidae Ponder, 1987.